# جوليان هاموند
جوليان هاموند (27 مايو 1943 بشيكاغو في الولايات المتحدة - 8 أكتوبر 2022) (بالإنجليزية: Julian Hammond)‏ هو لاعب كرة سلة أمريكي في مركز هجوم صغير الجسم.

## وصلات خارجية
- جوليان هاموند على موقع سبورتس رفرنس (الإنجليزية)
- جوليان هاموند على موقع كلية كرة السلة في سبورتس رفرنس.كوم (الإنجليزية)
- جوليان هاموند على موقع ريلجم (الإنجليزية)
- جوليان هاموند على موقع بروبوليرز (الإنجليزية)